# قلمینه، قنا
قلمینه (به عربی: القلمينة)، روستایی از توابع شهرستان وقف در استان قنا و کشور مصر است.

## جمعیت
براساس سرشماری سال ۲۰۰۶ مصر، جمعیت آن ۹۵۰۲ نفر(۴۵۹۲  مرد و  ۴۹۱۰ زن) بوده‌است.